# زياد الرفاعي
زياد الرفاعي (12 مايو 1967 - 26 أغسطس 2009) مدبلج سوري وأحد الرواد المهمين والمشهورين في هذا المجال، تميز بصوته عمل مع مركز الزهرة وقناة سبيس تون مدة خمسة عشر سنة، قدم خلالها الكثير من الأعمال والإعلانات. كما عمل في الإشراف الفني في مجال الدوبلاج، وكانت له بعض الأعمال في التلفزيون مع الممثل السعودي فايز المالكي. وأدى صوت روك لي في ناروتو، ومونكي دي لوفي في ون بيس، وترين هانترت في بلاك كات، وصوت ياكومو في قتال الطيف.

## حياته
درس ثلاث سنوات علم اجتماع ثم حاز على شهادة حرفية بالإلكترونيات، كان أول عمل له مع مركز الزهرة مسلسل رياح الشمال عام 1994م

## أولاده
لدى زياد الرفاعي ولدان تيم وتاما.

## أعماله
لديه الكثير من الأعمال أهمها:
- هزيم الرعد - هزيم الرعد
- أجنحة كاندام - هيرو يوي
- القناص - ليوريو
- أنا وأخي - رامي ، الأستاذ
- سكوبي دو - فريد
- داي الشجاع - فان
- رياح الشمال - عماد
- بينكي وبرين - بينكي
- دروب ريمي - ماتيو
- الحديقة السرية - البستاني ، أدوار أخرى
- سلام دانك - فادي، سهيل، زياد، ماهر
- بلازينغ تينس - مارك
- بلاك كات - ترين هارتنت
- ناروتو - بدور روك لي، كابوتو وأوروتشيمارو
- دراغون بول زد ج1 - غوكو، نابا (الصوت الأول)، تيان (الصوت الثاني)، زاربون
- المحقق كونان ج1 - جين
- ون بيس - لوفي (الحلقات 1–71)، زيف (الحلقات 20–23)
- السائق - هاني
- بالديو - سعيد
- أبطال الديجيتال الجزء الثاني - بدور جلمود وسليم ومومياء (الحلقات 37-50)
- قتال الطيف - بدور ياكومو
- فرفوح - فرفوح
- بينك بانتر - بينك بانتر
- شوت - شامل
- سوبر سونيك سبنر - الدكتور مازن
- عهد الأصدقاء - الرجل الغراب ، ماريزيو ، أدوار أخرى
- كرش جير - فوزي
- أوف سايد - يزن
- بن 10 - كيفن ليفن
- الثابتون - مورا
- اينيوشا - جاكن، هوغو
- الصياد - ويل
- السيف والرقعة الحاسمة - كيان
- مونت كريستو - البرت
- بنات الميتم - مارتن
- السراب - شيشيري
- دايس - والد مارشا ، أدوار أخرى
- إيداتين جمب - بسام وسامر والبطريق المشاغب وحمدي وغريب وميمون (في الحلقة 23)

## وفاته
تعرّض لحادث سيارة يوم الجمعة 14 أغسطس 2009 وبقي على أثره في المستشفى إلى أن تُوفي الساعة الحادية عشرة صباح يوم الأربعاء 26 أغسطس 2009 الموافق 5 رمضان 1430 هـ عن عمر 42 عامًا.

## روابط خارجية
- زياد الرفاعي على موقع قاعدة بيانات الأفلام العربية